# Vervins
Vervins (en català antic Verví) és un municipi francès situat al departament de l'Aisne i a la regió dels Alts de França.